# Жалельщикова, Елизавета Ивановна
Елизаве́та Ива́новна Жале́льщикова (21 августа 1914 года, село Толстобино, Нижегородская губерния, Российская империя — 26 февраля 1985 года, Новоликеево, Кстовский район, Нижегородская область, РСФСР, СССР) — колхозница, Герой Социалистического Труда (1950).

## Биография
Родилась 21 августа 1914 года в крестьянской семье в селе Толстобино Нижегородской губернии (сегодня — Кстовский район Нижегородской области). После окончания средней школы в Толстобине работала разнорабочей в колхозе имени Кирова Кстовского района. Позднее была назначена звеньевой полеводческого звена.
В 1949 году полеводческое звено под руководством Елизаветы Жалельщиковой собрало по 549,4 центнера картофеля с участка площадью 3 гектаров. За этот доблестный труд она была удостоена в 1950 году звания Героя Социалистического Труда.
В 1955 году была удостоена бронзовой медали ВДНХ СССР. Избиралась депутатом сельского и областного советов народных депутатов. Работала в колхозе «Новоликеевский» до выхода на пенсию.
В 1969 году вышла на пенсию и проживала в селе Новоликеево. Скончалась 26 февраля 1985 года и была похоронена на старом кладбище деревни Новоликеево.

## Награды
- Медаль «За трудовое отличие» (1948);
- Медаль «За трудовую доблесть» (1949);
- Герой Социалистического Труда — Указом Президиума Верховного Совета от 15 июня 1950 года (Медаль № 5068);.
- Орден Ленина (№ 122105);

## Источник
- Герои Социалистического Труда — горьковчане, Книга 2, Горький, 1986.